# Pompa rozdzielaczowa
Pompa rozdzielaczowa (rotacyjna) - urządzenie stosowane do hydraulicznego wtrysku paliwa w silniku o zapłonie samoczynnym, jest pompą wirnikową, wewnątrz której znajduje się cylinder i tłoczki podające dawkę paliwa. 

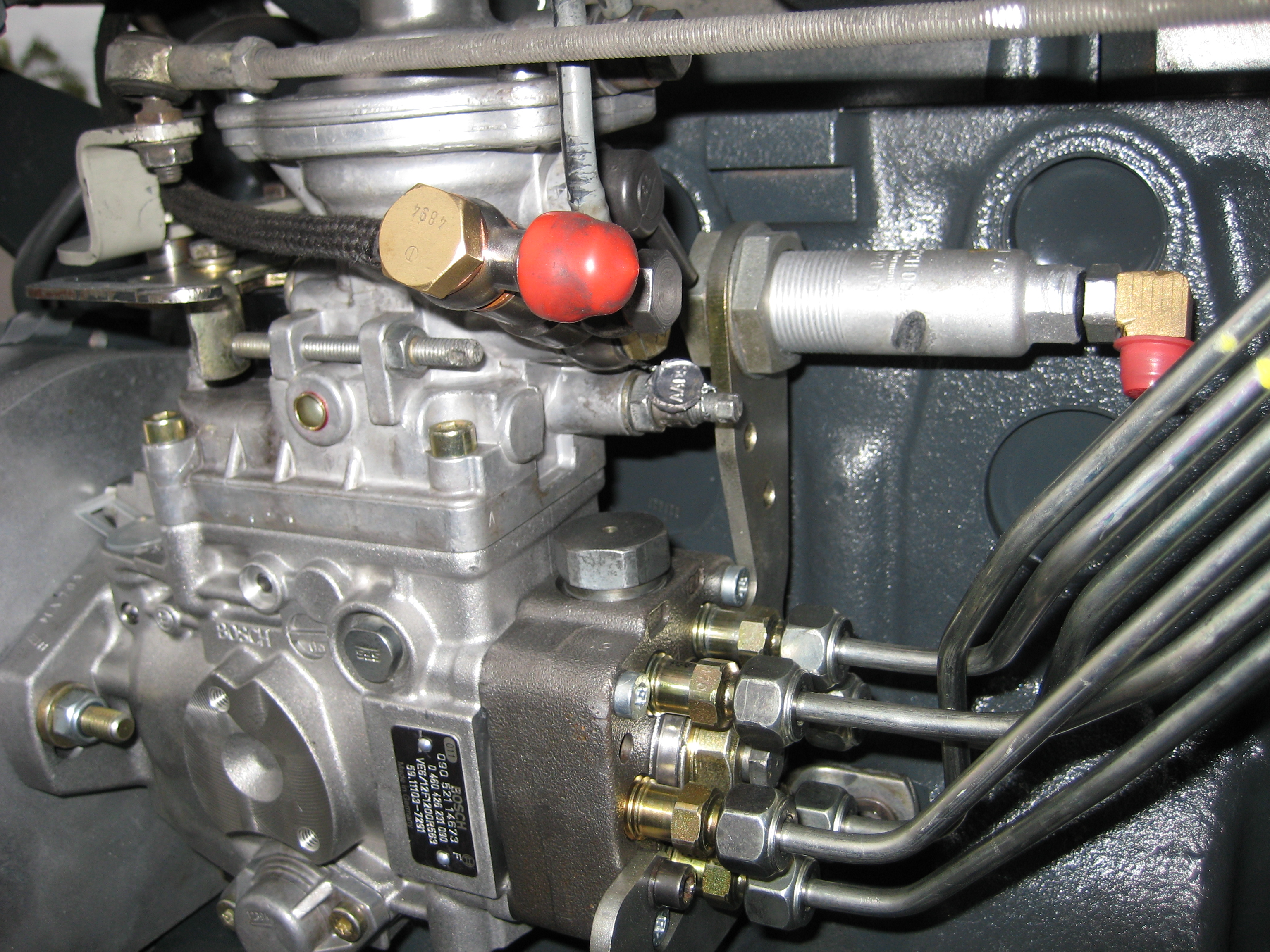
Pompa rozdzielaczowa firmy Bosch

## Budowa
Pompa składa się z:
- przewodów doprowadzających paliwo
- pompy zasilającej
- obudowy
- pompy przetłaczającej (integralnej z obudową)
- wirnika z cylindrem i tłoczkami
- układu kanałów (wlotowy, rozdzielczy, wylotowy)
- przewodów wysokociśnieniowych zasilających wtryskiwacz (wszystkie przewody identycznej długości)
- wtryskiwaczy

Pompa rozdzielaczowa służy do zasilania olejem napędowym silników o zapłonie samoczynnym, posiadającym zarówno wtrysk pośredni, jak i wtrysk bezpośredni. 
Podczas pracy silnika zmiana jego parametrów (mocy) odbywa się poprzez dławienie dopływu paliwa z pompy zasilającej. 
Pompa rozdzielaczowa ma jedną charakterystykę o zmiennym początku i stałym końcu wtrysku. Z tego powodu instalacja hydraulicznego wtrysku paliwa wymaga regulatora kąta wyprzedzenia wtrysku.

## Zalety
Pompa rozdzielaczowa ma wiele zalet w stosunku do pompy sekcyjnej:
- precyzyjniejsze niż w pompie sekcyjnej dawkowanie paliwa
- mniejsze jednostkowe zużycie paliwa przez silnik
- mały stopień rozrzutu dawki paliwa
- stateczność pracy (dawka paliwa nie rośnie w miarę wzrostu obrotów)
- większa czystość spalin
- mniejsza ilość elementów precyzyjnych wymagających dokładnej obróbki
- opanowana technologia, dość niska cena
- małe rozmiary zewnętrzne (łatwość zabudowy)

## Wady
Wady pompy rozdzielaczowej:
Pompa rozdzielczowa ma też i wady do których zaliczamy:
- niespełnianie aktualnych norm czystości spalin
- wysokie wymagania odnośnie do czystości paliwa (bardzo małe luzy robocze i łatwość zatarcia w przypadku zanieczyszczeń)
- malejąca prędkość tłoczenia na końcu dawki (co sprzyja tzw. podciekaniu wtryskiwaczy)
- wysokie wymagania materiałowe i uszlachetniająca obróbka powierzchni w związku z uderzeniami roboczymi tłoczków o powierzchnię krzywki
- trudność w uzyskaniu dawki rozruchowej paliwa (zwiększona dawka na czas rozruchu).

Pompy rozdzielaczowe były bardzo popularne (począwszy od początku lat w 70. XX wieku) w silnikach służących do napędu pojazdów (szczególnie samochodów osobowych) i są w użyciu do dziś. 
Jednak z uwagi na kwestie ekologii (normy czystości spalin) i emisję dwutlenku węgla na jednostkę pracy (i wynikające z tego zużycie paliwa przez pojazd) są stopniowo wypierane przez nowsze systemy hydraulicznego wtrysku paliwa do których zaliczamy:
- Pompowtryskiwacze
- common-rail